# Óscar Tabárez
Óscar Washington Tabárez Silva (* 3. März 1947 in Montevideo) ist ein ehemaliger uruguayischer Fußballspieler, der heute als Trainer tätig ist. Von 2006 bis 2021 fungierte er als Trainer der uruguayischen Nationalmannschaft.

## Karriere

### Spieler
Tabárez begann seine Karriere im Jahre 1967 bei Sud América, wo er bis 1971 spielte. Daraufhin spielte er von 1972 bis 1973 beim Sportivo Italiano. Im Jahre 1975 spielte er bei den Montevideo Wanderers und im Jahre 1976 bei Centro Atlético Fénix. Zwischen 1976 und 1977 spielte er beim Puebla FC und zwischen 1977 und 1979 bei Bella Vista, wo er schließlich seine Karriere als Fußballprofi beendete.

### Trainer
Tabárez begann seine Trainerlaufbahn im Jahre 1980 bei Bella Vista, wo er selbst bis 1979 spielte und bis 1983 als Trainer tätig war. 1983 wurde er Trainer der uruguayischen Fußballolympiamannschaft. Auch betreute er die uruguayische Auswahl bei den Panamerikanischen Spielen 1983 und führte sie in Caracas zum Gewinn der Goldmedaille. 1984 folgte eine Station als Trainer des Danubio FC. Von 1985 bis 1986 war er Trainer der Montevideo Wanderers, bis er schließlich 1986 und 1987 die Nachwuchsmannschaft Uruguays trainierte. 1987 war er Trainer beim Club Atlético Peñarol. Mit den Aurinegros gewann er im selben Jahr noch die Copa Libertadores. 1988 trainierte er Deportivo Cali.
Von 1988 bis 1990 trainierte er erstmals die uruguayische Fußballnationalmannschaft. Sein Debüt als uruguayischer Nationaltrainer feierte er am 27. September 1988 gegen die Auswahl Ecuadors. Bei der WM 1990 scheiterte sein Team im Achtelfinale an Gastgeber Italien. In den Jahren 1991 bis 1993 hatte er das Traineramt bei den Boca Juniors inne, mit denen er 1992 auch Meister wurde. 1994 wurde er zum ersten Mal Trainer einer europäischen Fußballvereinsmannschaft, als er Cagliari Calcio bis 1995 trainierte. Danach war er von 1996 bis 1997 Trainer des AC Mailand. 1997 wechselte er zum spanischen Erstligisten Real Oviedo, den er bis 1998 trainierte. In den Jahren 1998 bis 1999 trainierte er wieder Cagliari Calcio. Im Jahre 2000 ging er zurück nach Südamerika, genauer nach Argentinien, wo er bis 2001 Vélez Sársfield trainierte.
Daraufhin folgte eine längere Pause als Trainer, bis er am 13. Februar 2006 zum zweiten Mal Trainer der uruguayischen Fußballnationalmannschaft wurde, die er bis 2021 trainierte. Sein erstes Länderspiel als Trainer in der zweiten Amtszeit war der 1:0-Sieg über Nordirland am 21. Mai 2006.

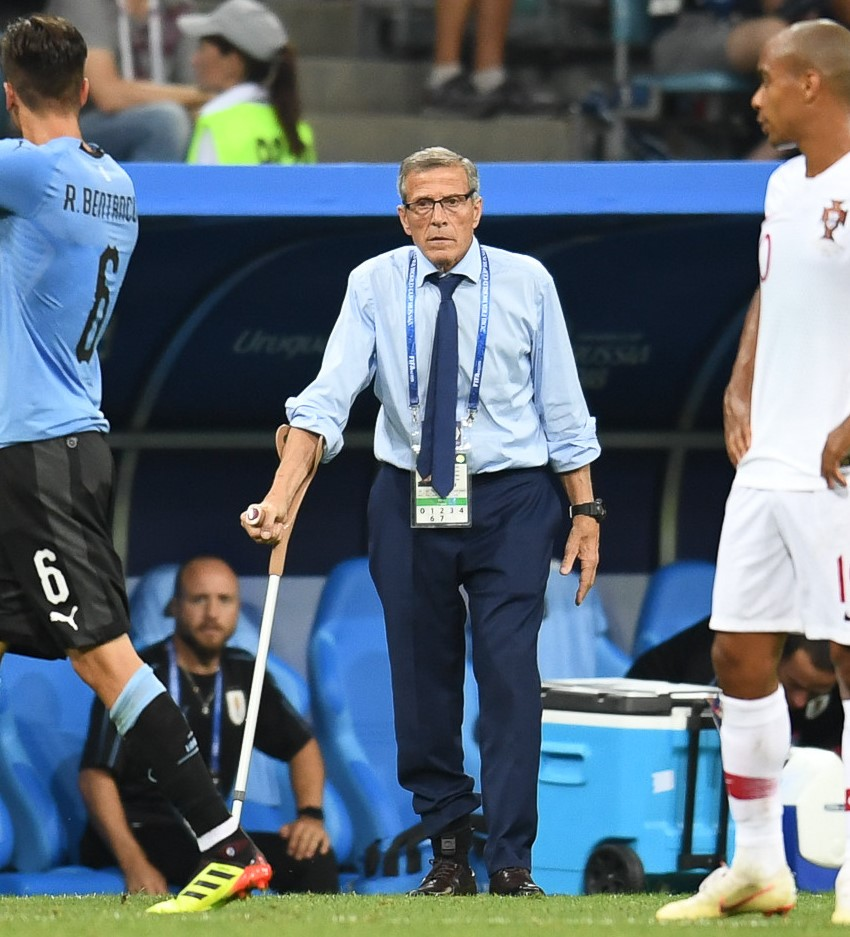
Tabárez bei der WM 2018

Als Trainer der Nationalmannschaft feierte er mit einem vierten Platz bei der Fußball-Weltmeisterschaft 2010 und dem Gewinn der Copa América 2011 seine größten Erfolge. Nach der WM 2010 verlängerte er seinen auslaufenden Vertrag mit dem uruguayischen Fußballverband bis 2014. Der 5:0-Sieg im Rahmen der WM-Qualifikation gegen Jordanien im November 2013 war das 100. Länderspiel von Tabárez als Verantwortlicher auf der Trainerbank, seit er 2006 seine zweite Amtszeit aufgenommen hatte. Zu diesem Zeitpunkt konnte er 47 Siege, 29 Unentschieden, 24 Niederlagen und ein Torverhältnis von 175:112 als Bilanz seiner Tätigkeit vorweisen. Insgesamt standen für ihn in beiden Nationaltrainer-Etappen am 14. November 2013 134 Länderspiele zu Buche. Bei der Weltmeisterschaft 2014, zu der er sein Team als Gruppenfünfter der Südamerika-Qualifikationsgruppe über die beiden Relegationsspiele gegen Jordanien geführt hatte, erreichte er mit der Celeste das Achtelfinale. Dort scheiterte seine Mannschaft an Kolumbien. Auch nach der Weltmeisterschaft übt er weiter das Amt des uruguayischen Nationaltrainers aus. In den beiden ersten Freundschaftsländerspielen nach dem WM-Turnier am 5. und 8. September 2014 gegen Japan und Südkorea wurde er allerdings in der Cheftrainerrolle vom Trainergespann Celso Otero und Mario Rebollo vertreten, da er bedingt durch die Erholungsphase aufgrund einer geplanten und erfolgreichen Operation sein Amt nicht ausüben konnte. Beide besetzen seit seinem Amtsantritt 2006 die Rolle der Co-Trainer. Bereits nach der Weltmeisterschaft 2010 war er in einem wenige Wochen später ausgerichteten Freundschaftsländerspiel gegen Angola vom seinerzeitigen U-20-Nationaltrainer Juan Verzeri vertreten worden. Am 3. Oktober 2014 verlängerte Tabárez seinen Vertrag als Nationaltrainer Uruguays bis zur Weltmeisterschaft 2018 in Russland. Bei der Copa América 2015 führte er die Celeste im Rahmen eines weiteren Kontinentalturniers. Nach der Copa wurde er für drei offizielle Spiele gesperrt, so dass ihn Co-Trainer Celso Otero bei den ersten drei Qualifikationsspielen zur WM 2018 vertreten musste.
Bei der Copa América 2015 erreichte er mit Uruguay das Viertelfinale, bei der Copa America 2016 schied das Team bereits in der Vorrunde aus. Dennoch blieb Tábarez, auch trotz seiner Erkrankung am Guillain-Barré-Syndrom, weiterhin im Amt und qualifizierte sich mit dem Team für die WM 2018. Dort führte er seine Mannschaft in das Viertelfinale, wo sie mit einem 0:2 gegen Frankreich ausschied. Dort verwendete er eine Gehhilfe.
Infolge der COVID-19-Pandemie wurde Tabárez zum 1. April 2020 vom uruguayischen Fußballverband AUF nach mehr als 14 Jahren als Nationaltrainer vorläufig entlassen; diese Maßnahme erfolgte aus ökonomischen Gründen und betraf alle uruguayischen Verbandstrainer, rund 400 Personen. Tabárez war zu dem Zeitpunkt der am längsten amtierende Fußballnationaltrainer; nach seiner Entlassung wurde dies Joachim Löw. Beim ersten Spiel nach der Corona-Pause, das im Rahmen der Qualifikation für die WM 2022 mit 2:1 gegen Chile gewonnen wurde, saß er aber wieder auf der Bank.
Nach vier verloren gegangenen Spielen im Rahmen der WM-Qualifikation wurde Tabárez im November 2021 nach 15 Jahren Tätigkeit als Nationaltrainer Uruguays entlassen.

## Erfolge

### Mit der Nationalmannschaft
- Copa América: 2011
  - Vierter: 2007
- Goldmedaille bei den Panamerikanischen Spielen: 1983
- Vierter bei der Weltmeisterschaft 2010
- Vierter beim FIFA-Konföderationen-Pokal 2013[13]

### Mit seinen Vereinen
- Copa Libertadores: 1987
- Argentinischer Meister: 1992
- Copa Master de Supercopa: 1992

## Auszeichnungen
- Südamerikas Trainer des Jahres: 2010, 2011
- Weltnationaltrainer: 2011[14]
- Seitens der UNESCO erhält Tabárez am 30. Januar 2012 in Paris die Auszeichnung als „Meister des Sports“. Grundlage dafür bilden seine Verdienste darum, den Sport als „Mittel zur sozialen Integration“ zu nutzen.[15]